# Pseudagrion thenartum
Pseudagrion thenartum là một loài chuồn chuồn kim trong họ Coenagrionidae.
Loài này được xếp vào nhóm loài không bị đe dọa trong sách Đỏ của IUCN năm 2008.
Pseudagrion thenartum được miêu tả khoa học năm 1955 bởi Fraser.